# Franciska Clausen (film)
Franciska Clausen er en dansk portrætfilm fra 1985, der er instrueret af Helle Melander.

## Handling
84 år gammel sidder maleren Franciska Clausen (1899-1986) i sin lejlighed i fødebyen Aabenraa. Hun ser tilbage på sit liv i Berlin og Paris i 1920´erne og 1930´erne, og gennem hendes personlige fortælling fås et indblik i et hjørne af den progressive og avantgardistiske kunst, som har haft afgørende betydning for den moderne kunsts udvikling i det 20. århundrede.